# Taixiratsí
Els Taixiratsí o Tašratsí van ser una família de nakharark d'Armènia que tenien els seus feus hereditaris situats en el districte de Taixir a l'Airarat, així com a la província de Gugarq.